# Železniční trať Subotica – Erdut

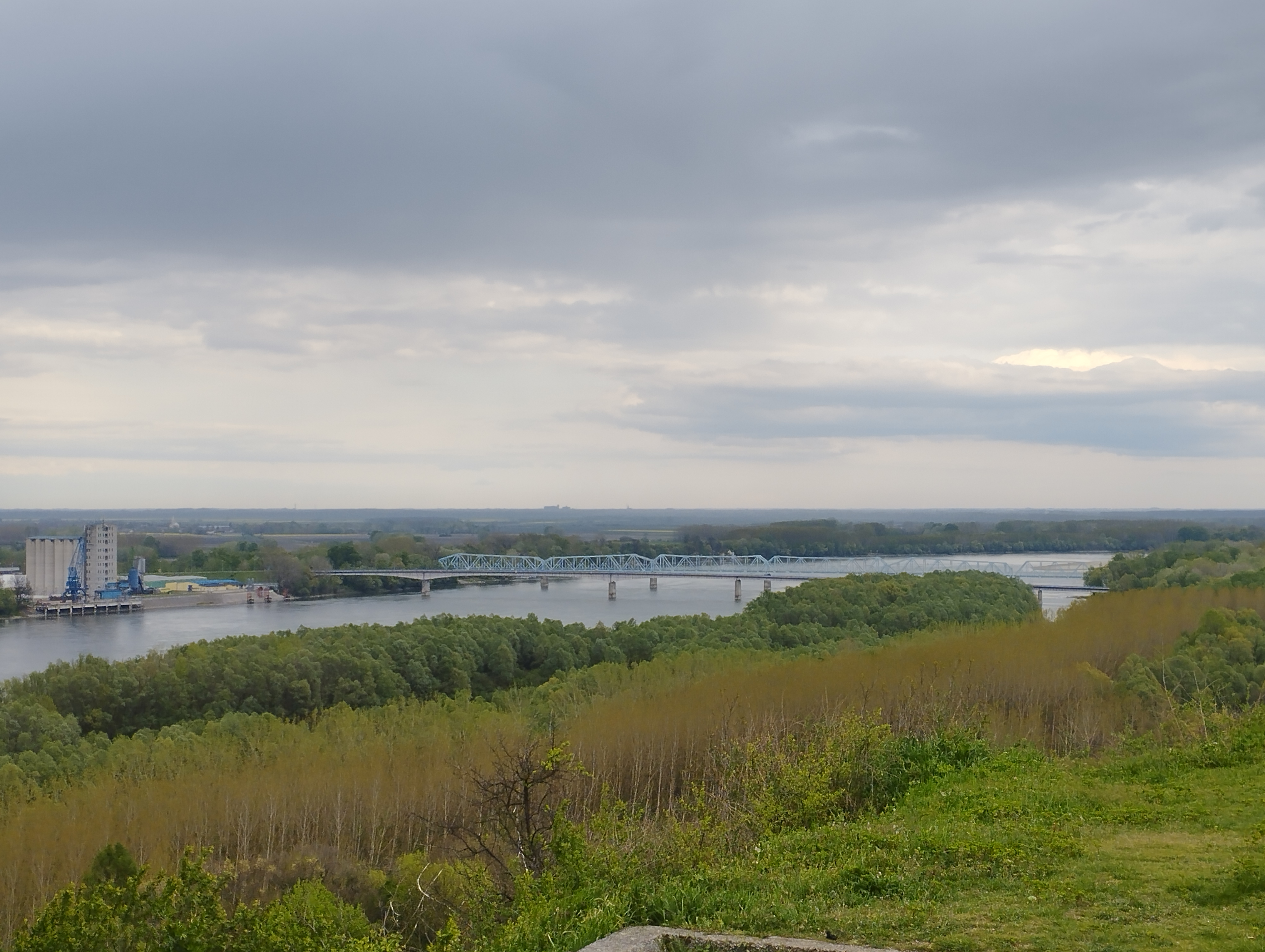
Železniční most u Erdutu.

Železniční trať Subotica–Erdut (srbsky Железничка пруга Суботица-Ердут) je železniční trať v severním Srbsku, v autonomní oblasti Vojvodina. Evidována je pod číslem 110 v srbské železniční síti.

## Historie
Trať byla otevřena dne 11. září 1869 a to v úseku ze Segedína přes Subotici do Somboru. Označována byla jako Alföld - Fiumaner Bahn, tedy jako dráha spojující Panonskou nížinu a přístav Rijeka. O rok později byla prodloužena přes Dunaj až na druhý břeh (kde se dnes nachází chorvatské území). Po nějakou dobu se ale přes Dunaj nenacházel most a byl zde přístav.
V meziválečné Jugoslávii byla železniční trať součástí sítě hlavních tratí země, spojující významné nádraží ve Vinkovcích s městem Subotica přes Dunaj. 

## Stanice
Na trati se nacházejí následující stanice: Subotica, Bajmok, Aleksa Šantić, Svetozar Miletić, Sombor, Sonta, Bogojevo, Erdut.